# Stai, că îți arăt eu!

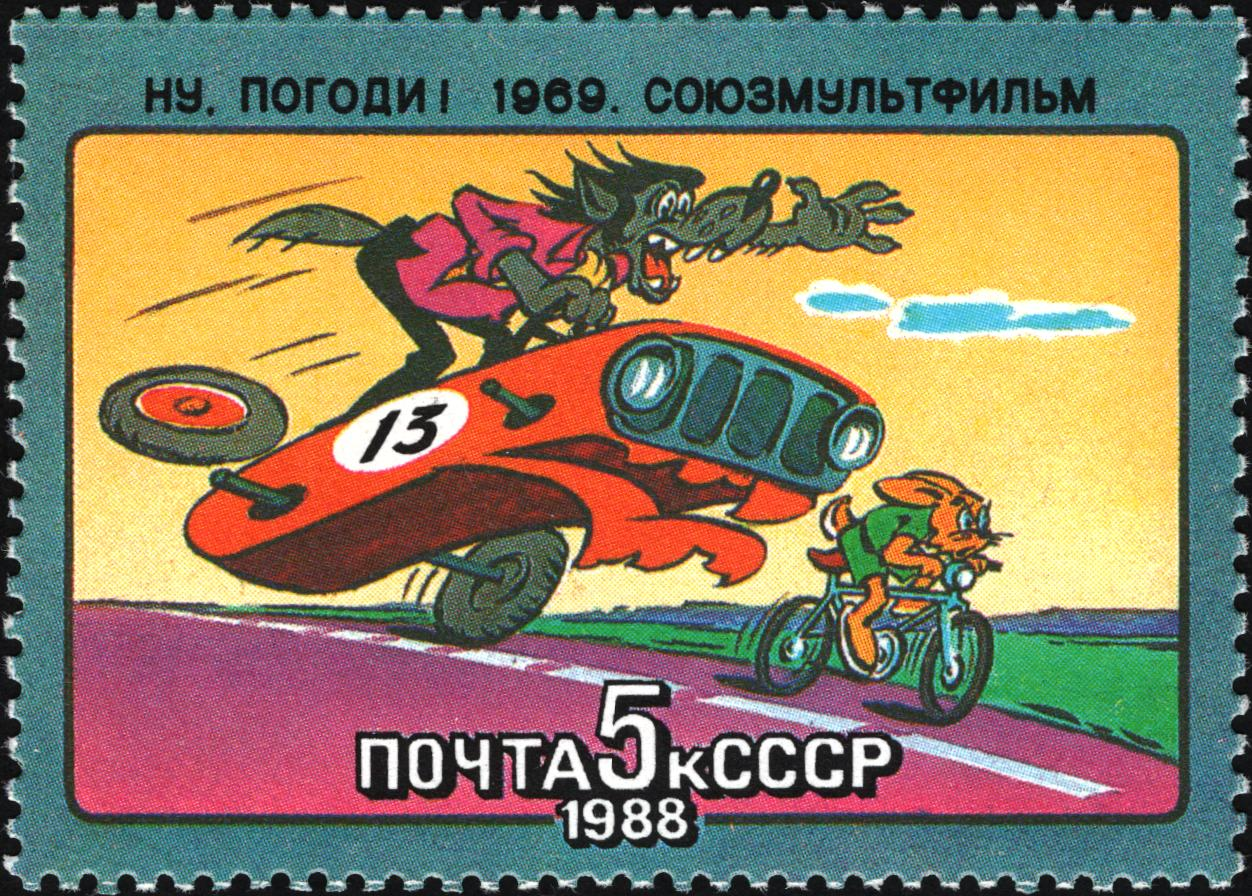
Marcă poștală sovietică

Nu, pogodi ! (rusă: Ну, погоди !, cu sensul de stai sau așteaptă, în serial cu sensul de: "Stai, că-ți arăt eu !") este un serial de animație rusesc produs de Soiuzmultfilm. Serialul a fost creat în 1969 și a devenit un serial animat popular în Uniunea Sovietică. Alte episoade au fost produse în Rusia în 2006. Limba folosită originală este cea rusă, dar serialul conține puține dialoguri (de obicei, interjecții).

Serialul prezintă aventurile comice ale unui lup răutăcios care încercă să prindă (cu intenția, probabil, de a mânca) un iepure. În serial apar și alte personaje care, de obicei, îl ajută pe iepure sau intervin în planurile lupului: acestea sunt purcei, păsări, uneori oameni, etc.  
În România, serialul a fost difuzat în comunism, pe TVR1, iar după comunism, pe DDTV, între 23 august 2009 și 24 februarie 2014.

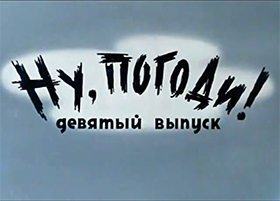
Logo la al IX-lea episod

Are 24 de episoade a circa 10 minute fiecare. Primul episod a fost realizat pe 14 iunie 1969, iar serialul a fost produs până în 2017.